# Maria Lindström
Maria Lindström (* 7. März 1963) ist eine ehemalige schwedische Tennisspielerin.

## Karriere
In ihrer Profikarriere gewann sie zwei Doppeltitel auf der WTA Tour und sieben Doppeltitel auf dem ITF Women’s Circuit.
Von 1985 bis 1996 spielte sie für die schwedische Fed-Cup-Mannschaft insgesamt 22 Partien. Sie hatte eine ausgeglichene Bilanz von 1:1 im Einzel, im Doppel gewann sie acht ihrer zwölf Partien.
1992 trat sie bei den Olympischen Spielen in Barcelona für Schweden im Doppel an.

## Turniersiege

### Doppel
| Nr. | Datum            | Turnier | Kategorie   | Belag           | Partnerin        | Finalgegnerinnen                  | Ergebnis      |
| --- | ---------------- | ------- | ----------- | --------------- | ---------------- | --------------------------------- | ------------- |
| 1.  | 30. April 1989   | Taipeh  | WTA Tier V  | Hartplatz       | Heather Ludloff  | Cecilia Dahlman Nana Miyagi       | 4:6, 7:5, 6:3 |
| 2.  | 30. Oktober 1994 | Essen   | WTA Tier II | Teppich (Halle) | Maria Strandlund | Jewgenija Manjukowa Leila Mes’chi | 6:2, 6:1      |

## Abschneiden bei Grand-Slam-Turnieren

### Einzel
| Turnier         | 1985 | 1986 | 1987 | 1988 | 1989 | Karriere |
| --------------- | ---- | ---- | ---- | ---- | ---- | -------- |
| Australian Open | —    | —    | —    | 3    | 1    | 3        |
| French Open     | —    | 1    | 1    | 1    | —    | 1        |
| Wimbledon       | —    | —    | —    | 1    | —    | 1        |
| US Open         | 1    | —    | —    | 1    | —    | 1        |

### Doppel
| Turnier         | 1985 | 1986 | 1987 | 1988 | 1989 | 1990 | 1991 | 1992 | 1993 | 1994 | 1995 | 1996 | Karriere |
| --------------- | ---- | ---- | ---- | ---- | ---- | ---- | ---- | ---- | ---- | ---- | ---- | ---- | -------- |
| Australian Open | 1    | —    | —    | VF   | 1    | AF   | 2    | —    | —    | —    | 2    | 2    | VF       |
| French Open     | —    | 1    | 1    | AF   | —    | 2    | —    | 1    | 2    | —    | 2    | 2    | AF       |
| Wimbledon       | —    | 2    | 2    | VF   | 1    | 2    | —    | 2    | 2    | 1    | 2    | 1    | VF       |
| US Open         | —    | 1    | —    | 1    | AF   | 2    | 1    | —    | 1    | 1    | 1    | 1    | AF       |